# Saint-Nicolas-de-Port

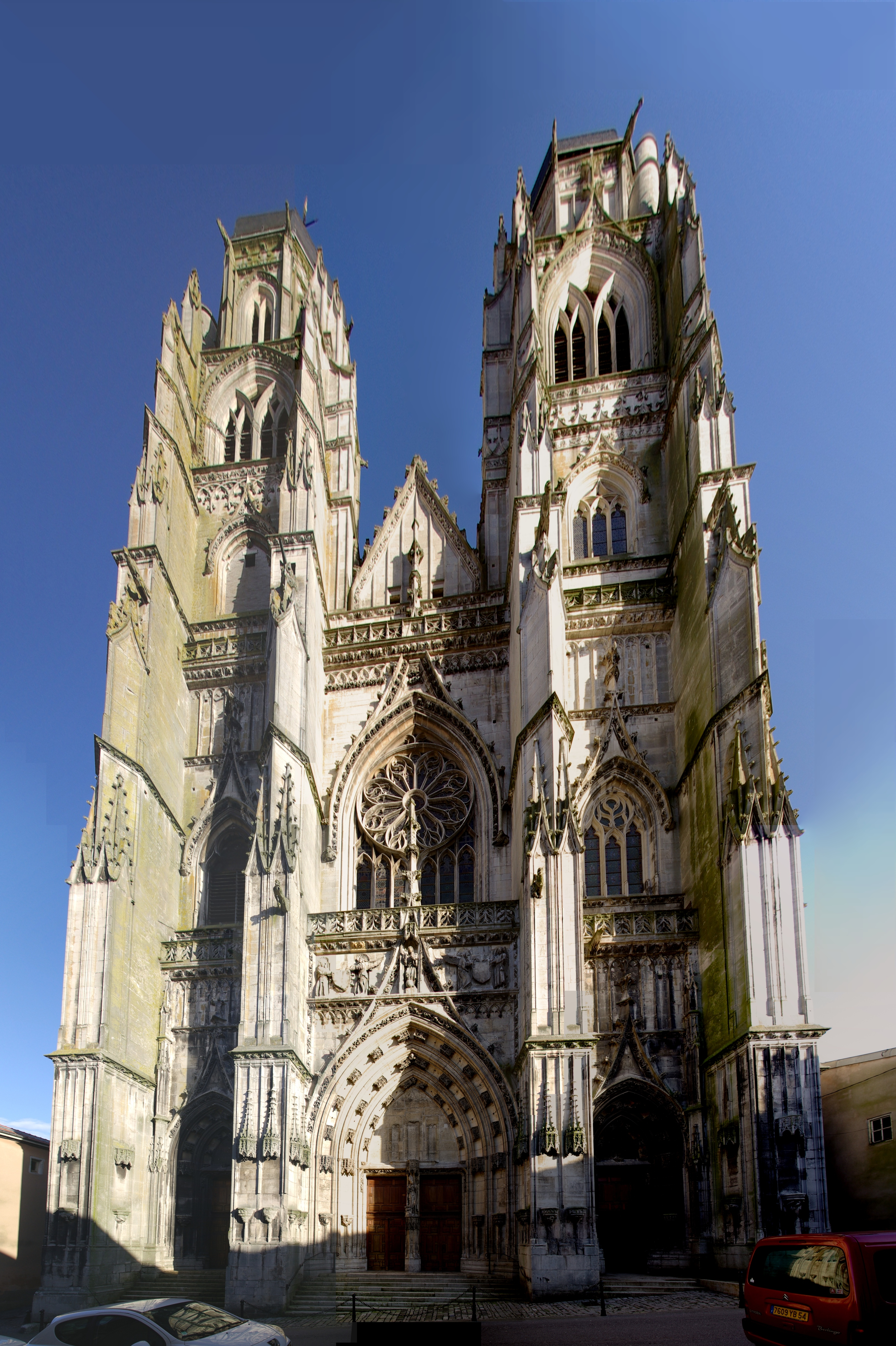

Saint-Nicolas-de-Port là một xã trong vùng Grand Est, thuộc tỉnh Meurthe-et-Moselle, quận Nancy, tổng Saint-Nicolas-de-Port. Tọa độ địa lý của xã là 48° 37' vĩ độ bắc, 06° 18' kinh độ đông. Saint-Nicolas-de-Port có điểm thấp nhất là 201 mét và điểm cao nhất là 292 mét. Xã có diện tích 8,23 km², dân số vào thời điểm 1999 là 7505 người; mật độ dân số là 912 người/km².

## Thông tin nhân khẩu
| 1962  | 1968  | 1975  | 1982  | 1990  | 1999  |
| ----- | ----- | ----- | ----- | ----- | ----- |
| 5.761 | 7.279 | 7.490 | 7.482 | 7.706 | 7.505 |